# Brabham Automotive
Pour les articles homonymes, voir Brabham.
Ne pas confondre avec Brabham Racing Organisation
Brabham Automotive était un constructeur automobile anglo-australien, créé en mai 2018,, spécialisé dans la conception de voitures de sport. La société a été fondée par l'australien David Brabham, l'un des fils du triple champion du monde de Formule 1, Jack Brabham, et le groupe d'investisseurs australien Fusion Capital. Brabham Automotive était basée à Adélaïde, en Australie-Méridionale, avec également une représentation au Royaume-Uni.

## Histoire
Brabham est une marque qui représente 70 ans d'innovation dans le sport automobile mondial, avec en son cœur l'héritage de Sir Jack Brabham en matière de victoires inspirantes grâce à une pensée pionnière. 
Simultanément à l'inauguration de l'entreprise, la première voiture Brabham est présentée sous la forme d'une supercar appelée BT62 et destinée au pilotage sur piste. À la présentation de la Brabham BT62, il est annoncé qu'un nombre limité de 70 exemplaires de la version de course doivent être construits dans l'usine d'Adélaïde se trouvant à Edinburgh Parks, au nord d'Adélaïde. Après avoir achevé la construction de celle-ci en mai 2020, le constructeur annonce le début des livraisons des premiers exemplaires aux clients dans les mois suivants. 
En août 2018, Brabham autorise également, à la demande des clients, une conversion spéciale des modèles BT62 afin de les adapter à la conduite légale sur la voie publique. 
En novembre 2019, la société annonce une version Compétition de la BT62 pour coïncider avec ses débuts en course lors de la finale de la saison Britcar à Brands Hatch.
En septembre 2020, Brabham présente officiellement la version route de sa supercar appelée BT62R, avec un prix de départ par unité d'environ 4,1 millions de PLN.
En 2020, Axalta devient l'unique fournisseur de peinture de Brabham Automotive. Cette collaboration est structurée de telle manière que chaque véhicule répond aux normes de qualité les plus élevées exigées par les deux parties,.
En 2021, Brabham s'engage en compétition en GT2 European Series avec la BT63 GT2
À la mi-janvier 2024, David Brabham annonce la fin de la coopération avec son investisseur, le fonds Fusion Capital, ainsi que l'expiration du droit d'utiliser la marque « Brabham » dans la production de voitures. En conséquence, la production des deux produits Brabham Automotive existants prend fin et la société cesse ses activités et disparaît complètement du marché. Brabham Automotive prend ainsi fin à cause d'une différence stratégique entre son propriétaire, Fusion Capital, et l'entreprise,,.

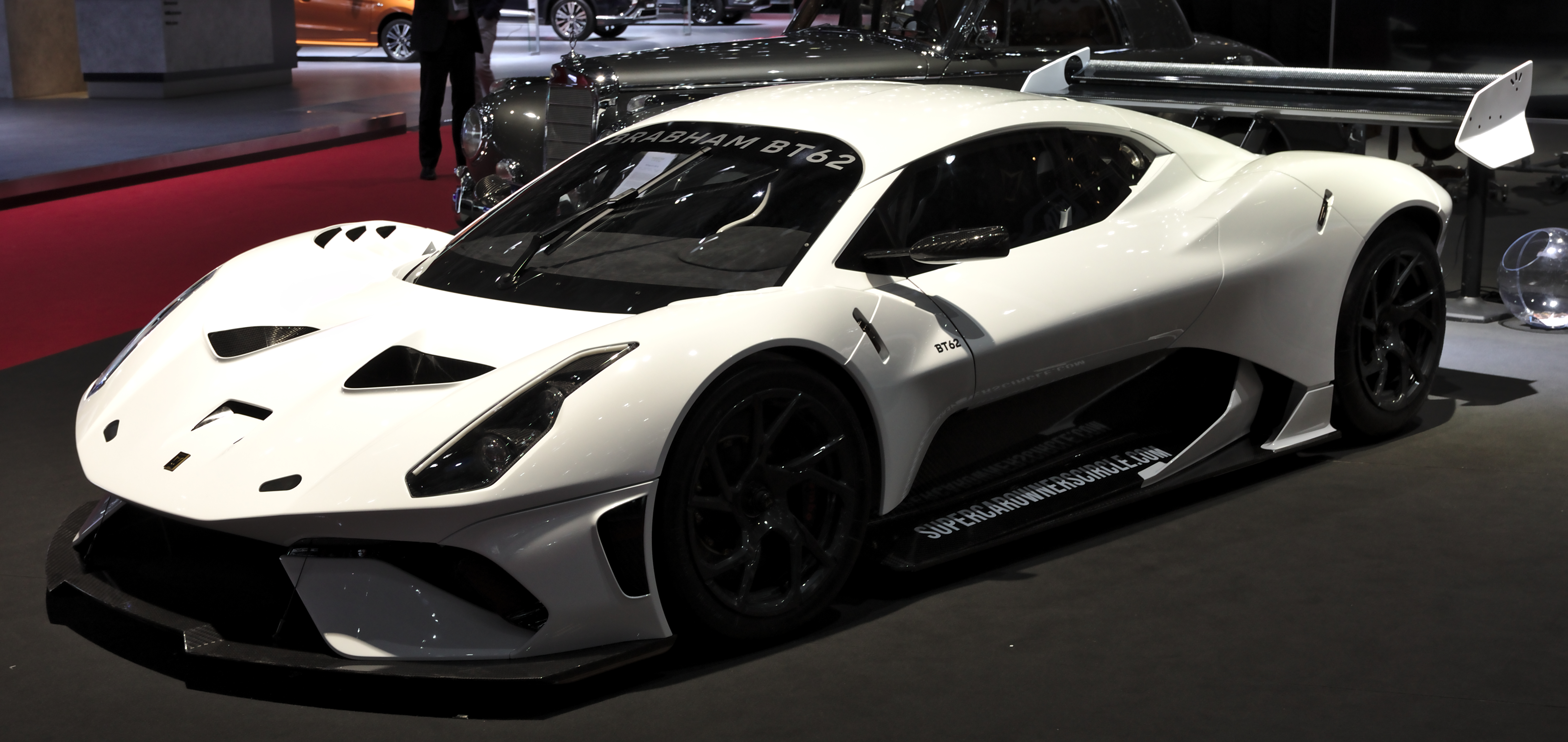
Brabham BT62 au Salon de l'automobile de Genève 2019.
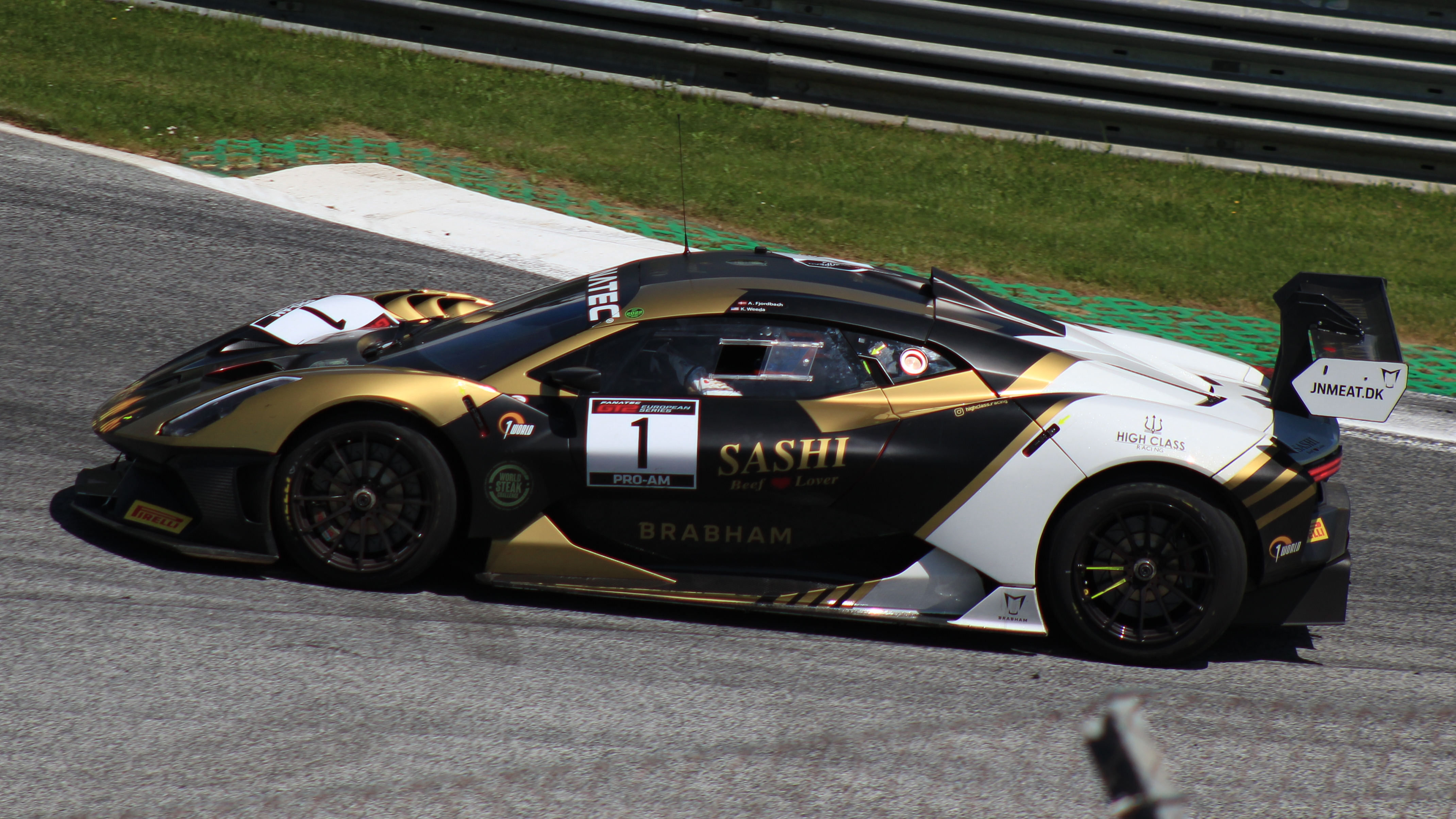
Brabham BT63 GT2.
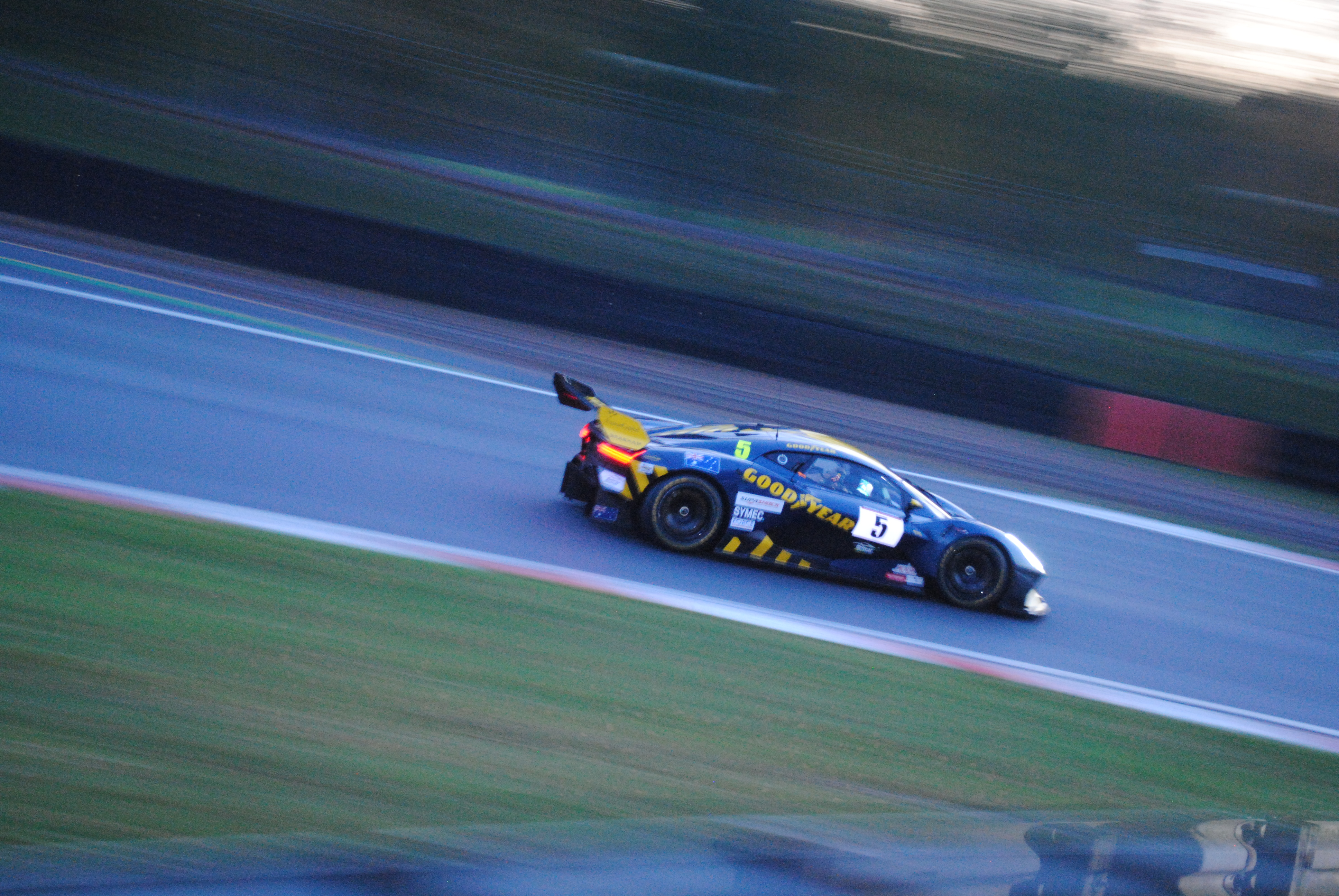
La Brabham BT62, pilotée par Will Powell lors de la course 2, la dernière manche du Britcar Endurance Championship 2019.

## Production
- 2018 : Brabham BT62R, coupé

Un second modèle est prévu pour 2022.

### Sites
- Winchester, siège social
- Adélaïde, usine d'assemblage